# Văn Xá
Văn Xá là một xã thuộc thị xã Kim Bảng, tỉnh Hà Nam, Việt Nam.

## Địa lý
Xã Văn Xá có vị trí địa lý:
- Phía đông giáp xã Hoàng Tây và thành phố Phủ Lý
- Phía tây giáp phường Đồng Hóa và phường Quế
- Phía nam giáp thành phố Phủ Lý
- Phía bắc giáp phường Tân Tựu.

Xã Văn Xá có diện tích 6,13 km², dân số năm 2023 là 9.038 người, mật độ dân số đạt 1.474 người/km².

## Lịch sử
Ngày 14 tháng 11 năm 2024, Ủy ban Thường vụ Quốc hội ban hành Nghị quyết số 1288/NQ-UBTVQH15 về việc sắp xếp đơn vị hành chính cấp huyện, cấp xã của tỉnh Hà Nam giai đoạn 2023 – 2025 (nghị quyết có hiệu lực từ ngày 1 tháng 1 năm 2025). Theo đó, thành lập thị xã Kim Bảng thuộc tỉnh Hà Nam. Xã Văn Xá trực thuộc thị xã Kim Bảng.

## Văn hóa
- Miếu thờ thần Linh Lang Bạch Mã: Được dựng từ triều nhà Đinh, là một trong 4 di tích lịch sử có liên quan đến thời gian khởi nghiệp dẹp loạn 12 sứ quân thống nhất đất nước của Đinh Tiên Hoàng Đế tại thôn Đặng Xá, Xã Văn Xá, huyện Kim Bảng, Hà Nam. Đền tọa lạc tại đầu thôn, nơi tiếp giáp của 3 thôn: Đặng Xá, Điền Xá và Tranh Thôn.
- Cụm di tích Miếu Trung – Chùa Đặng – Đền miếu Bà: Di tích thời Đinh. Khi Đinh Bộ Lĩnh chiêu mộ hào kiệt đi dẹp loạn 12 sứ quân đã được vợ chồng hào trưởng Dương Đỉnh, Đặng thị Kính (vốn người Đặng Xá, Kim Bảng, Hà Nam là cặp vợ chồng có của cải và uy tín ở địa phương) gả con gái tên là Dương Thị Nguyệt (Hoàng hậu Nguyệt Nương) về làm vợ và đã sinh ra con gái đầu đặt tên là Đinh Thị Ngọc (Công chúa Ngọc Nương). Đinh Bộ Lĩnh đã về Đặng Xá lập đồn trại và truyền hịch Cần Vương dẹp giặc và đã có trên 600 người ứng mộ cùng với 180 tráng đinh Đặng Xá, Đồng Lạc, Khê Vĩ. Bình được 12 sứ quân thống nhất đất nước, đón Dương Thị Nguyệt về kinh đô Hoa Lư lập làm Hoàng hậu. Bà Hoàng hậu quê Hà Nam cũng chính là người đã truyền dạy trò Xuân Phả hiện còn lưu giữ và trao truyền đến ngày nay ở đền Đại Hải Long Vương (Thanh Hóa). Sau này khi Lê Hoàn lên ngôi Hoàng đế, đã tôn phong Đinh Tiên Hoàng, hạ sắc chỉ cho xã Đại Hoàng lập miếu thờ và truyền chỉ cho thiên hạ cứ nơi nào vua Đinh đã lập đồn trại thì đều được rước sắc về lập đền thờ cúng. Dân Đặng Xá đã tới kinh thành rước sắc về lập miếu để thờ và được gọi là miếu Trung.

Hiện nay, ở thôn Đặng Xá có di tích miếu Trung nằm gần chùa Khánh Hưng thờ Vua Đinh Tiên Hoàng cùng hoàng hậu Nguyệt Nương; các di tích đền miếu Bà và miếu Bóng Bà thờ công chúa Ngọc Nương.